# Storia della Toscana
La Storia della Toscana abbraccia un lunghissimo periodo di tempo, che spazia dal Paleolitico ai giorni nostri.

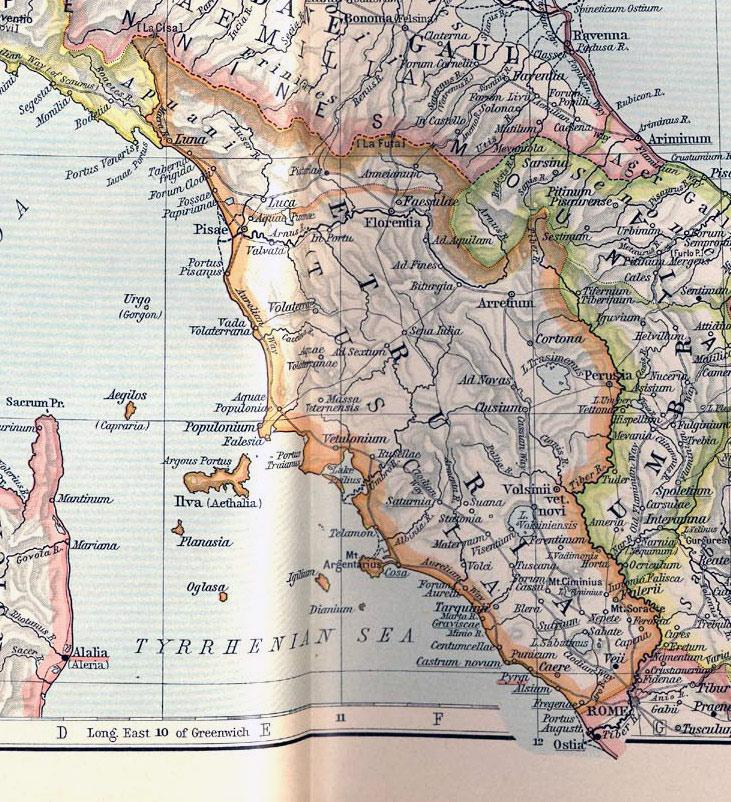
La Regione Etruria all'epoca dell'imperatore Augusto

## Origini
Le più antiche testimonianze del popolamento umano in Toscana risalgono al Paleolitico. La specie più antica, del genere Homo, rappresentata in Toscana, è quella dell'uomo Homo Heidelbergensis, i cui strumenti in pietra sono invece stati ritrovati in abbondanza nella vicina Valle dell'Arno e nell'area costiera livornese.
Nel sito archeologico di Poggetti Vecchi in provincia di Grosseto sono stati ritrovati reperti di primati risalenti a 170 000 anni dal presente, che si ipotizza siano attribuibili all'attività dell'Homo neanderthalensis.
Anche ben documentata è la presenza di Homo neanderthalensis, che visse nell'area all'incirca tra i 90.000 a 40.000 anni da oggi. Industrie in pietra scheggiata appartenutegli sono state rinvenute nel Mugello, nel senese, in particolare sul Monte Cetona, nell'area delle Apuane, nel livornese, nella Valle del Serchio e nel corso inferiore dell'Arno.
Fasi successive, tra cui quella nota come Uluzziano, sono documentate in Toscana nella Grotta La Fabbrica, a Indicatore (Arezzo), San Romano (Pisa), Salviano e a Maroccone (Livorno). Le prime fasi culturali legate invece a Homo sapiens sono dette Aurignaziano e Gravettiano, e sono testimoniate in Toscana, presso Laterina, presso Montelupo e a Monte Longo, vicino ad Arezzo.

### Neolitico
Nell'VIII millennio a.C. appare in territorio toscano la cosiddetta cultura della ceramica cardiale che segna l'introduzione della rivoluzione neolitica. Aspetto particolare della cultura della ceramica impressa, detta cardiale perché ottenuta mediante l'impressione della conchiglia del mollusco Cardium, è comune alla Liguria, a tutto il medio tirrenico, alla Francia meridionale e alla penisola iberica. In questa fase le comunità della Toscana interagiscono con quelle delle isole tirreniche: arcipelago toscano, Corsica e Sardegna con cui intrattengono importanti "scambi commerciali", in particolare di ossidiana, attraverso una rotta verso nord, che coinvolge anche l'isola d'Elba, come testimoniano le ossidiane sarde ritrovate in Italia settentrionale e in Francia meridionale. Pertanto la Toscana nel Neolitico antico fa parte di una vasta area culturale occidentale, mentre sono molto limitati gli scambi culturali con le aree medio-adriatiche e quelle dell'Italia meridionale.
Seguirà nel neolitico medio la fase detta della ceramica lineare, diffusa, oltre che in Toscana, anche in Veneto, Emilia, e Lazio. Nella Toscana settentrionale e centrale, in particolare in Garfagnana, nel pisano e nel sito di Mileto nel comune di Sesto Fiorentino, numerose sono le testimonianze di contatti con la cultura di Fiorano nella pianura padana. Mentre nella Toscana meridionale, dove più intensi sono i rapporti con l'area laziale, nella Grotta dell'Orso di Sarteano nel senese, si sviluppa un aspetto per certi versi originali, e nel sito di Cava Barbieri a Pienza, sempre nel senese, la presenza di ceramiche dipinte delle culture di Catignano e di Ripoli nell'Abruzzo settentrionale è la testimonianza di una rete di rapporti con l'Italia medio-adriatica.
Nel tardo Neolitico la Toscana settentrionale condivide molti aspetti con la cultura francese di Chassey nella Francia centro-orientale e con quella dell'Italia settentrionale di Lagozza, dal nome di una località nel comune di Besnate in provincia di Varese in Lombardia.

### Calcolitico ed età del bronzo
Nel calcolitico fra il IV e il II millennio a.C. la Toscana meridionale e il Lazio settentrionale sono caratterizzate dalla cultura del Rinaldone che in seguito incorporerà al suo interno elementi della cultura del vaso campaniforme, già attestata nella Toscana centrale, nella piana fiorentina. A questo periodo risalgono anche le statue stele della Lunigiana.
Nell'età del Bronzo fiorisce lungo la dorsale appenninica, la cosiddetta cultura appenninica, distinta in due fasi, protoappenninica e subappenninica con economia agricola e pastorale.
Nell'età del bronzo finale (1200-1000 a.C. circa) si diffonde la cultura protovillanoviana, collegabile alla discesa delle popolazioni italiche, che mostra varie similitudini con la cultura dei campi di urne dell'Europa centrale. Viene succeduta dalla cultura villanoviana a partire dal X secolo a.C. circa.

## Etruschi

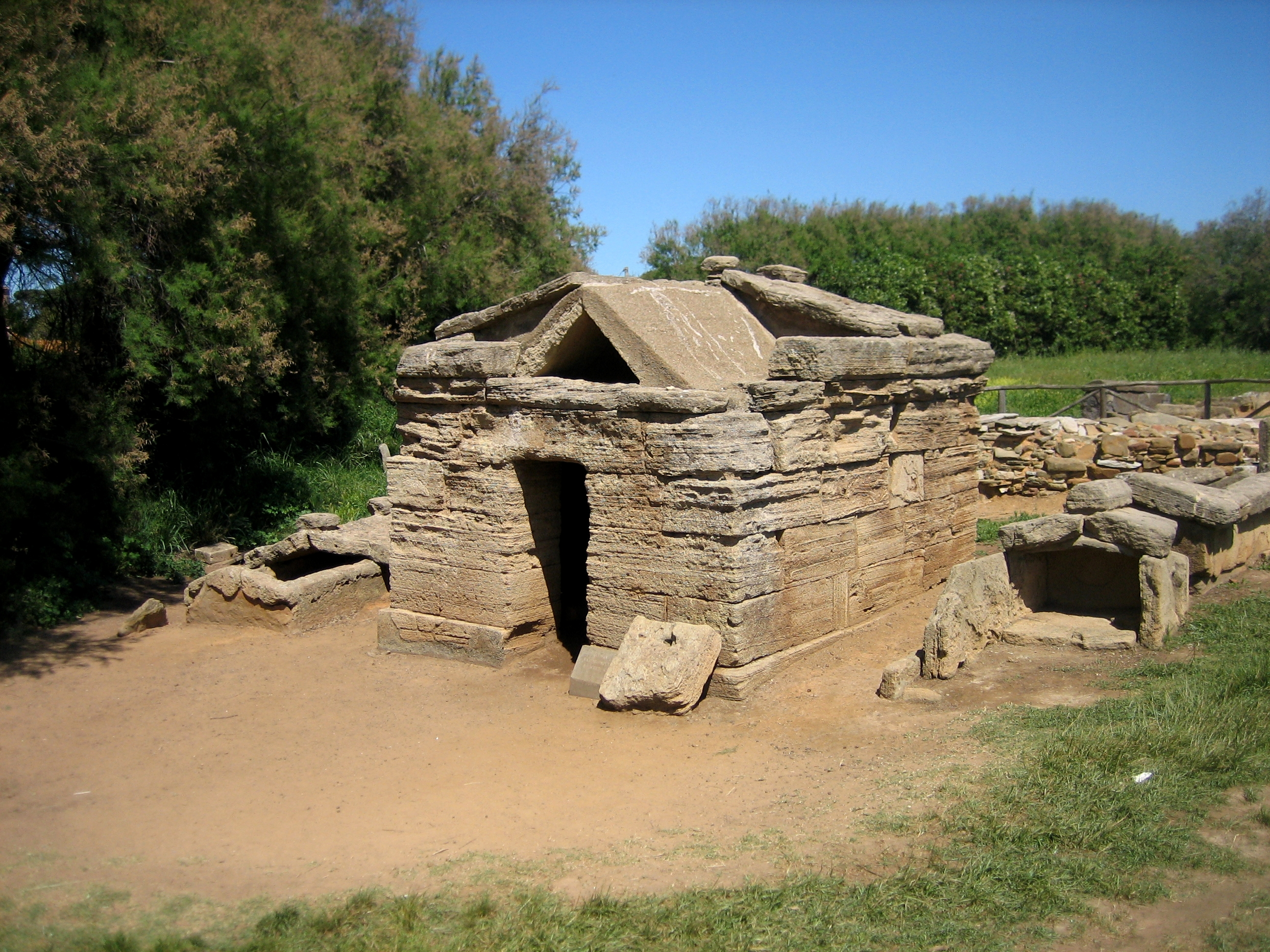
Sito archeologico della necropoli di Populonia

Fra il X secolo a.C. e l'VIII secolo a.C., la prima età del ferro trovò la sua massima espressione la cultura villanoviana che rappresenta la fase più antica della civiltà etrusca. Preceduta dalla cultura protovillanoviana, la cultura villanoviana prende il nome da Villanova, una frazione di Castenaso, un insediamento di grande interesse archeologico nei pressi di Bologna, dove sono state trovate lance, spade, pettini e gioielli di ogni tipo. Dagli Etruschi, l'attuale territorio regionale prese il nome di Etruria, Tuscia per i Romani e successivamente Tuscania e Toscana. Mentre le aree della Toscana nord-occidentale furono abitate dagli antichi Liguri. Tuttavia, il confine tra Liguri ed Etruschi cambiò più volte durante l'età del ferro. Nella Toscana nord-occidentale, l'area tra i fiumi Arno e Magra fu culturalmente allineata con gli Etruschi nella prima età del ferro, e divenne sotto controllo ligure nella tarda età del ferro.
Verso l'VIII secolo a.C. gli Etruschi, grazie al contatto con i Greci che si erano stabiliti nel sud Italia, entrano nella fase orientalizzante. Non sono arrivati integri fino a noi testi letterari in lingua ma un nutrito corpus di oltre 13 000 iscrizioni che presenta un problema di comprensione, in quanto le iscrizioni sono prevalentemente a carattere religioso o funerario.
Sull'origine e la provenienza degli Etruschi è fiorita una notevole letteratura, non solo storica e archeologica. Le notizie che ci provengono da fonti storiche sono infatti piuttosto discordanti. L'archeologo Massimo Pallottino, nell'introduzione del suo manuale Etruscologia (Milano, 1984), ha sottolineato come il problema dell'origine della civiltà etrusca non vada incentrato sulla provenienza, quanto piuttosto sulla formazione. Egli evidenziò come, per la maggior parte dei popoli, non solo dell'antichità ma anche del mondo moderno, si parli sempre di formazione, mentre per gli Etruschi ci si è posti il problema della provenienza. In epoca moderna, tutte le evidenze raccolte fino a oggi dagli studiosi sono a favore di un'origine indigena degli Etruschi.
Attorno al VI secolo a.C., gli Etruschi raggiunsero il culmine della loro potenza, con possedimenti che andavano dalla Pianura Padana alla Campania; costruirono strade, tra le quali si sono ben conservate le Vie Cave (tra Sovana, Pitigliano e Sorano), bonificarono paludi ed edificarono grandi città tra la Toscana e il Lazio, come Arezzo, Chiusi, Volterra, Populonia, Vetulonia, Roselle, Vulci, Tarquinia, Veio e Volsinii.
II livello di civiltà raggiunto da questo grande popolo è testimoniato dagli eccezionali reperti archeologici, sparsi in un territorio vastissimo e ritrovati nelle tombe - di ogni tipo e dimensione - delle necropoli, straordinarie ed incredibili città dei morti. Inoltre si osservano interessantissime similitudini - inconsuete per il Mediterraneo del tempo- tra i diritti degli uomini e quelli delle donne; interessante per esempio che la moglie potesse godere dell'eredità del marito o che potesse partecipare ai banchetti sullo stesso letto del suo uomo, o assistere agli spettacoli accompagnandosi al marito. La cosa era talmente diversa dall'usuale che per i Romani il termine etrusca poteva facilmente essere usato come un sinonimo di prostituta.

## Romani

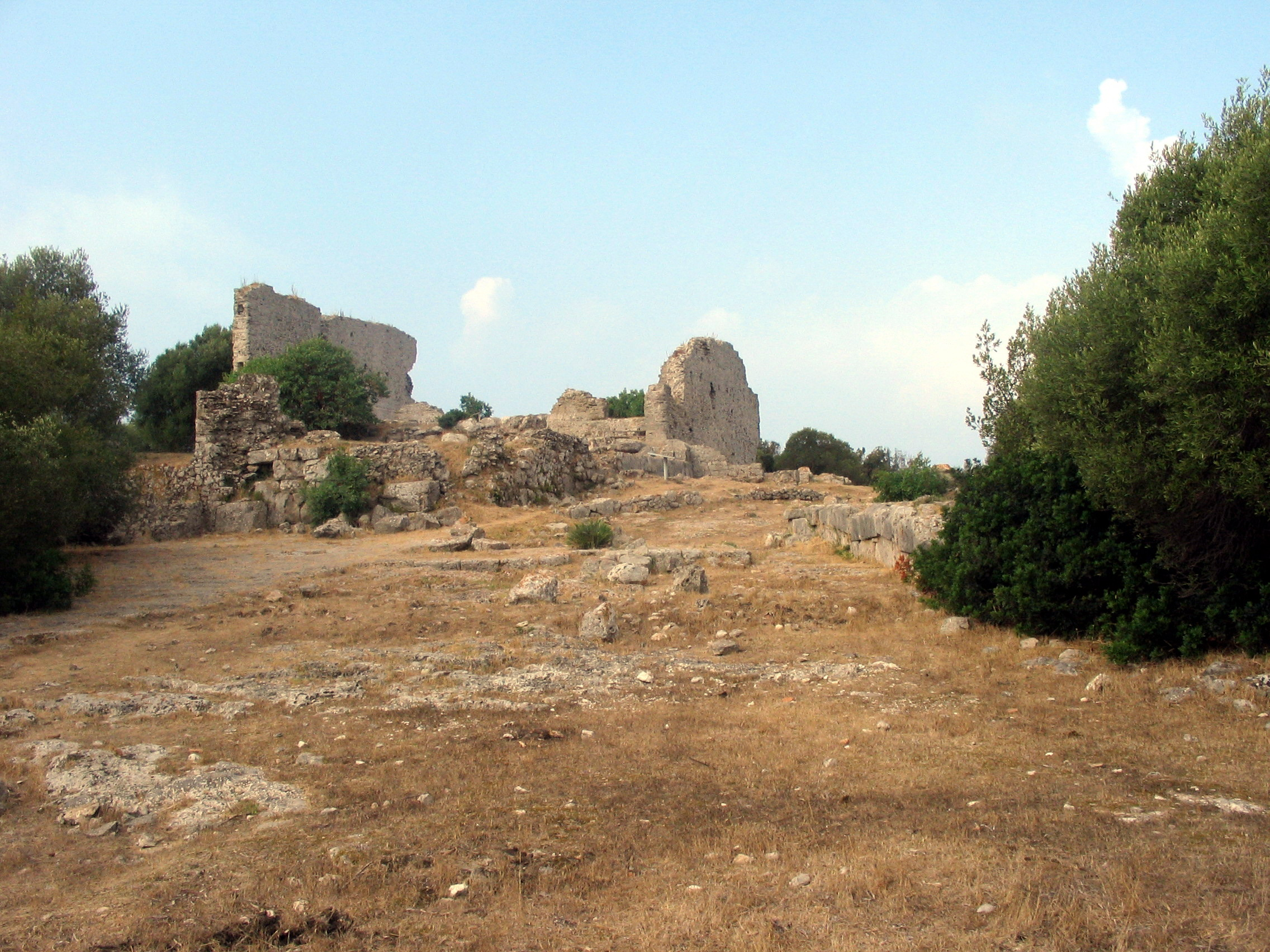
L'Acropoli della città di Cosa

Nel III secolo a.C. gli Etruschi furono sconfitti dalla potenza militare di Roma e, dopo un primo periodo di prosperità, dovuto allo sviluppo dell'artigianato, dell'estrazione e della lavorazione del ferro, dei commerci, tutta la regione decadde economicamente, culturalmente e socialmente. Anche la Toscana venne così conquistata dai Romani, che si insediarono presso le preesistenti località etrusche, oltre a fondare nuove città come Florentia e Cosa, attualmente una delle meglio conservate con le mura, il foro, l'acropoli e il capitolium, sorto originariamente come Tempio di Giove, oltre ad avere una propria monetazione.

## Medioevo

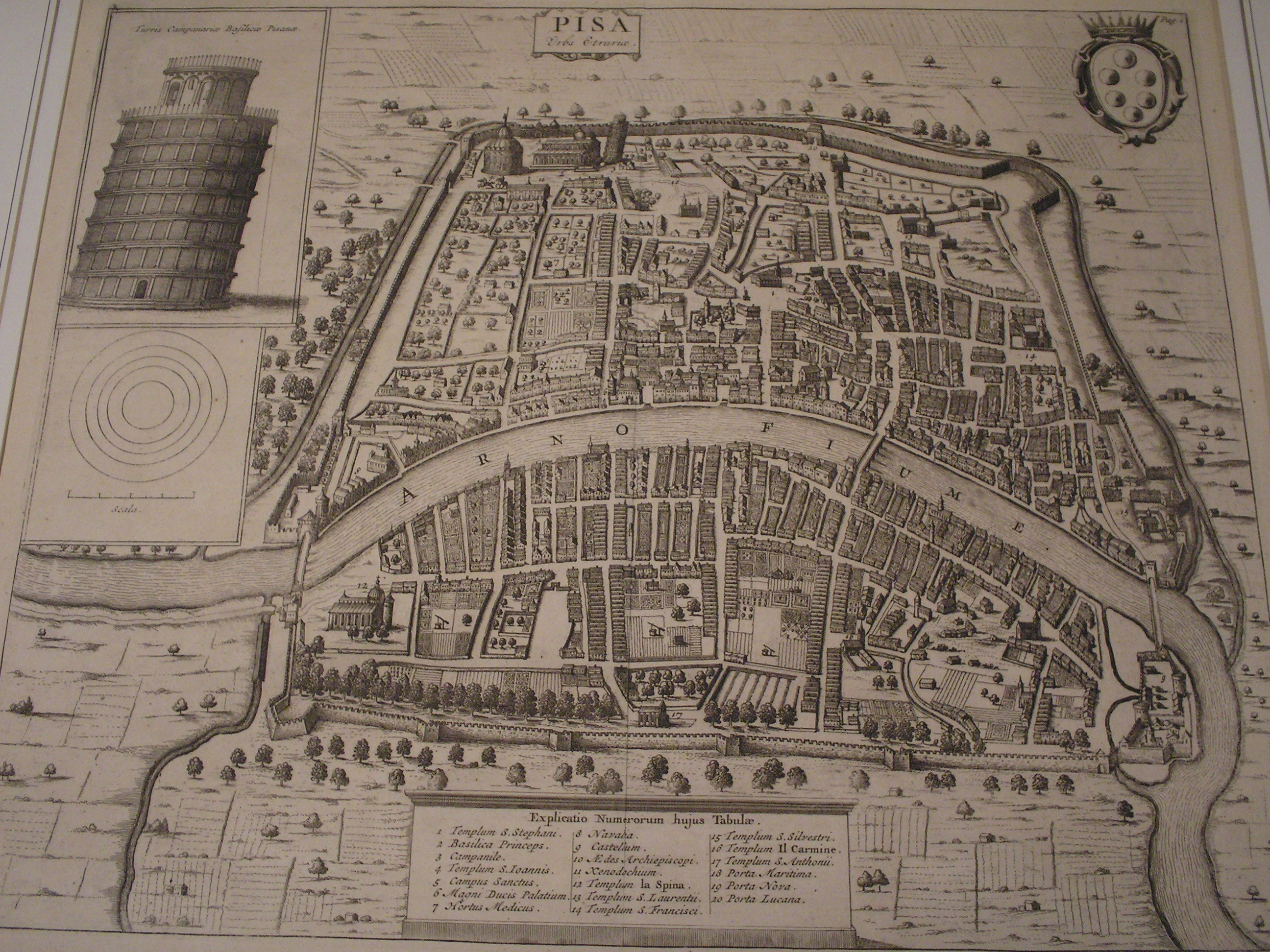
Antica mappa del centro storico di Pisa

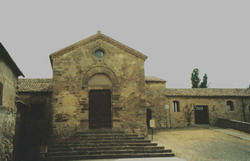
La Pieve di San Donato a Porrona presso l'omonimo castello medievale

Dopo la caduta dell'Impero romano d'Occidente la regione venne enormemente spopolata e passò attraverso la dominazione ostrogota e bizantina, prima di divenire oggetto di conquista da parte dei Longobardi (569), che la eressero a ducato con sede a Lucca.

### Marchesato di Toscana
Dopo la caduta dei Longobardi per opera di Carlo Magno, il ducato divenne contea e successivamente marchesato di Lucca. Nell'XI secolo il Marchesato passò agli Attoni, grandi feudatari Canossiani, che possedevano anche Modena, Reggio Emilia e Mantova. A quella famiglia apparteneva la famosa Contessa Matilde di Canossa, nel cui castello avvenne l'incontro fra il papa Gregorio VII e l'imperatore di Germania, Enrico IV.
Siamo nel periodo storico dell'incastellamento, legato a esigenze difensive e di comando territoriale, che determinò attraverso la logica feudale seguita anche da dislocazioni di abbazie e celle del clero, quegli insediamenti medievali sparsi che oggi distinguono gran parte della Toscana: merita qui ricordare i castelli e i conseguenti borghi fortificati di Monteriggioni, Brolio, Lucignano, Poppi, il Castello di Oliveto presso Castelfiorentino, Radicofani, Trequanda, Volterra, il Castello Malaspina di Massa, Fosdinovo, Gargonza, Vicopisano, Lari, Monsummano, Montevettolini, il Castello di Bibbione presso San Casciano in Val di Pesa, il Castello Nipozzano, Bucine, Montalcino, Piancastagnaio, Santa Fiora oltre ai numerosi castelli della provincia di Grosseto.

### La repubblica marinara di Pisa
Nell'XI secolo Pisa divenne la città più potente e importante della Toscana e una repubblica marinara, con decisive vittorie contro i Saraceni, tra cui la liberazione di Palermo e Reggio Calabria, e la conquista delle Baleari. Il dominio della Repubblica Marinara si estende su tutta la Toscana tirrenica, le isole dell'Arcipelago Toscano e le isole di Sardegna e Corsica. A sud è presente il dominio degli Aldobrandeschi, importante casata di origine longobarda, che controllava la parte meridionale delle attuali province di Livorno e Siena, oltre all'intera provincia di Grosseto fino all'Alto Lazio, entrando spesso in conflitto con il Papato, fino all'emergere della città di Siena, che più tardi entrerà in competizione con Firenze.

### L'affermazione dei liberi Comuni e la Lega toscana del 1197
Attorno al XII secolo inizia il periodo dei Liberi Comuni pure se il primo comune indipendente d'Italia fu Arezzo nato nel 1054. Nascono le prime forme di democrazia partecipativa e le associazioni di arti e mestieri, che fecero della Toscana un irripetibile esempio di autonomia culturale, sociale ed economica. Nei primi decenni del XIII secolo, sorsero in Toscana anche i primi studium universitari, quello di Arezzo nel 1215, seguito pochi anni più tardi dallo studium senese (1240), ancora oggi attivo come università.
In questo periodo, che va dal X secolo al XIII secolo, vengono effettuati vari tentativi di creare un coordinamento politico tra i vari poteri toscani, da quello portato avanti dai marchesi di Toscana (da Ugo il Grande a Beatrice di Lorena) a quello espresso dai comuni della Lega toscana (1197).
Sarà comunque Firenze ad imporsi come forza aggregante pan-toscana tra il XIV e il XVI secolo sottomettendo uno dopo l'altra quasi tutte le altre città comunali.

## Umanesimo, Rinascimento e la dinastia medicea

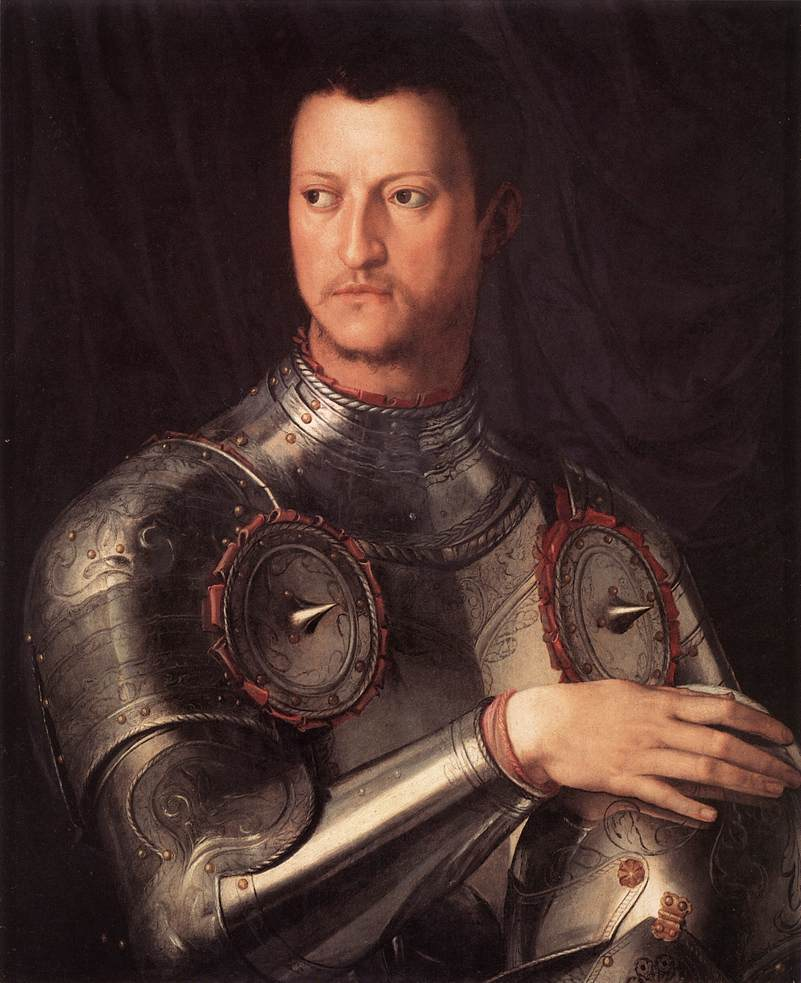
Cosimo I de' Medici, Granduca di Toscana

Prima con Dante Alighieri e con Giotto nel Trecento, poi nel Quattrocento con altri grandi artisti, la Toscana, ed in particolare Firenze, diedero un determinante contributo al Rinascimento Italiano. Divenuta entità politicamente autonoma a partire dal XII secolo la Toscana si frammentò anch'essa in una miriade di stati tra i quali la Repubblica di Firenze e la Repubblica di Siena erano le più importanti. In particolare la fioritura dei commerci a Firenze portò la città a divenire centro finanziario di importanza europea, con dinastie di banchieri quali i Bardi, i Peruzzi e i Medici stessi, che per tutto il periodo medievale prestavano soldi ai grandi sovrani nazionali europei per finanziare le loro guerre. L'unificazione toscana sotto un'unica città iniziò con la politica espansionistica fiorentina già del XIV secolo, quando la repubblica iniziò a fagocitare i territori toscani in successione, frenata solamente dalla Repubblica di Siena.

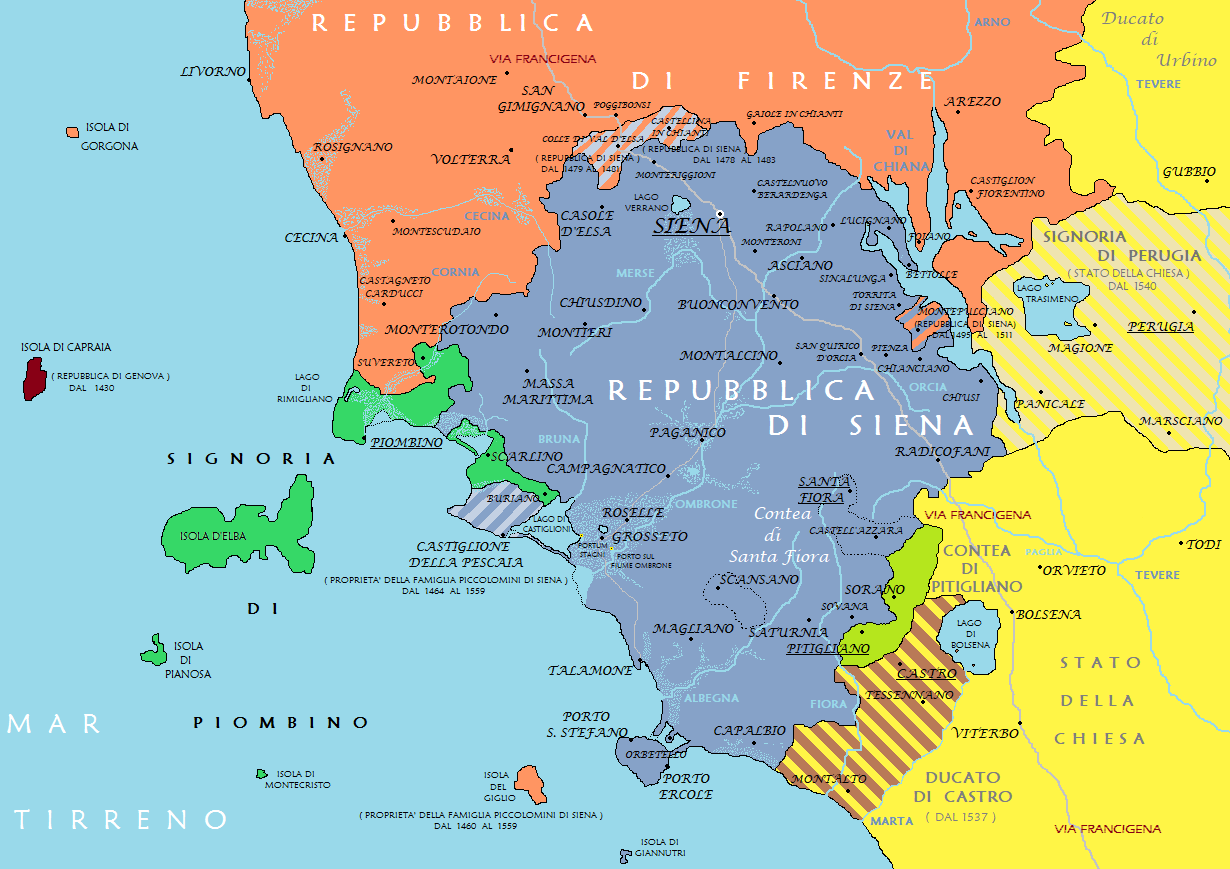
Confini della Toscana meridionale tra XV e XVI

Durante il XV a secolo ci fu l'avvento al potere della famiglia Medici che, come le maggiori famiglie fiorentine, si era arricchita con le banche. Essa cominciò ad ottenere rilevanza politica dentro le istituzioni repubblicane a partire dalla metà del XV secolo, con Cosimo il Vecchio che, nonostante opposizioni di altre famiglie (che lo fecero imprigionare in Palazzo Vecchio), riuscì ad assicurarsi il quasi totale controllo degli organi repubblicani, consolidando il potere della famiglia al punto che alla sua morte le redini del potere passarono nelle mani del figlio Piero de' Medici. Questo periodo, compreso tra la morte di Cosimo e quella del nipote Lorenzo il Magnifico, è considerato il periodo di maggiore splendore artistico, culturale e politico della signoria fiorentina che, con la sapiente opera di Lorenzo, seppe diventare l'ago della bilancia nella frammentata e litigiosa Italia del XV secolo. A partire da Lorenzo il Magnifico il potere mediceo si consolidò (a parte due interruzioni repubblicane dal 1494 al 1512 e dal 1527 al 1530): nel 1532 Alessandro ottenne il titolo di Duca di Firenze e nel 1569 Cosimo I quello di Granduca di Toscana. In questo momento tutta l'area toscana era sotto la signoria fiorentina essendo caduta la repubblica di Siena nel 1555 nelle mani dell'esercito fiorentino-imperiale e divenuta parte del dominio mediceo dal 1557. Facevano eccezione Lucca che rimase una repubblica autonoma, Massa e Carrara che costituivano, così come Piombino, un principato a sé stante, la Garfagnana, spartita tra Este e altri stati viciniori, così come la Lunigiana in cui sopravvivenano anche nemerosi piccoli feudi imperiali (presenti anche in altre zone montane), e, per finire, l'area di Orbetello e Monte Argentario costituente lo Stato dei Presidi, che apparteneva ai Borbone delle Due Sicilie.
La famiglia Medici continuò a regnare sopra la Toscana ininterrottamente fino al 1737, sopravvivendo come famiglia stentatamente essendo divenuta cronica la mancanza di eredi maschi già a partire da Francesco I (1574-1587). L'ultimo granduca della famiglia fu Gian Gastone de' Medici che, probabilmente di orientamento omosessuale, non ebbe eredi. L'ultima della famiglia Anna Maria Luisa, elettrice Palatina che si occupò del Granducato dalla morte del fratello, riuscì grazie alla sua lungimiranza a fare sì che l'immenso patrimonio artistico che era nei secoli divenuto patrimonio della famiglia non potesse essere portato via da Firenze nemmeno dai futuri regnanti che il Granducato avrebbe avuto.

## Le innovazioni dei Lorena
Il Granducato di Toscana, alla morte di Gian Gastone e in seguito agli sconvolgimenti a livello europeo dovuti alla guerra di successione polacca, fu inserito in un gioco di equilibri tipicamente settecentesco, per cui il governo della regione passò alla famiglia dei Lorena, in particolare a Francesco Stefano di Lorena, già marito di Maria Teresa d'Asburgo, imperatrice d'Austria. Egli non mise mai piedi né in Toscana né a Firenze, e ne lasciò l'amministrazione al figlio Pietro Leopoldo.

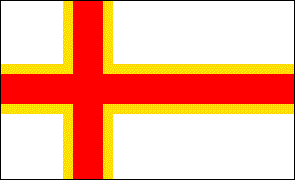
La bandiera della Toscana di uso marittimo nel XVIII secolo

La più importante innovazione voluta dai Lorena, proprio grazie a Pietro Leopoldo, fu l'abolizione dell'imprimatur e (per 4 anni, fino al 1790 quando fu ripristinata) della pena di morte nel Granducato di Toscana, per l'epoca un'innovazione di non poco rilievo. Il provvedimento entrò in vigore il 30 novembre 1786 e, prendendo spunto da questo, è stata istituita in tempi recenti la Festa della Toscana, che si tiene ogni anno nel giorno di tale anniversario.
L'unica interruzione alla sovranità lorenese fu la parentesi napoleonica che durò fino al 1814, quando sul serenissimo trono granducale fu restaurato Ferdinando III figlio di Pietro Leopoldo. L'ultimo Granduca di Toscana fu il figlio di Ferdinando, Leopoldo II, che regnò fino all'ingresso del territorio toscano nel nascente stato unitario italiano.
Il periodo lorenese fu per la Toscana un periodo illuminato, a partire dal governo di Pietro Leopoldo (che riformò l'ordinamento giudiziario), fino all'ultimo granduca che ottenne risultati molto positivi, con la costruzione delle prime ferrovie toscane, la razionalizzazione del territorio con la creazione del catasto e la bonifica della Maremma. Inoltre, nonostante il periodo storico inducesse i sovrani a un controllo repressivo sullo Stato, non ebbe mai atteggiamenti reazionari. Dopo le rivoluzioni del 1848-1849, il ritorno di Leopoldo venne tuttavia supportato da una guarnigione austriaca che gli alienò le simpatie popolari. Nel 1859, quando la Toscana stava per entrare nel regno dell'Italia del Nord, non si oppose in maniera tenace alla sua destituzione, ma partì da Firenze lasciandola pacificamente nelle mani dei rivoluzionari. La curiosa espressione usata nell'occasione, dato che era iniziata la rivolta alle cinque del mattino, fu che alle sei dello stesso mattino, quando il granduca partì da Firenze, la rivoluzione se ne andò a fare colazione.

## Risorgimento e periodo post Unità d'Italia

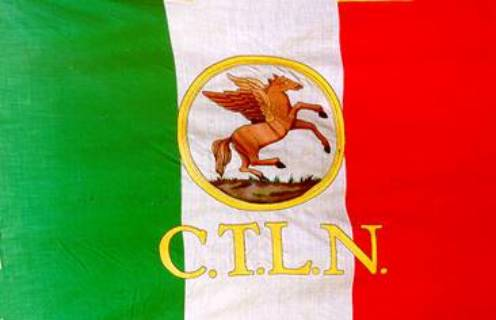
Bandiera del Comitato Toscano di Liberazione Nazionale
(1943 – 1945)

Durante il periodo napoleonico e nel primo periodo del Risorgimento Italiano, in Toscana trovarono asilo politico patrioti e scrittori.
Il passaggio dal Granducato di Toscana allo Stato Unitario Italiano fu frutto di un'incruenta rivoluzione e di un plebiscito, promosso il 15 marzo 1860 dal Governo Provvisorio Toscano, che decretò l'annessione al Regno di Sardegna e quindi al nascente Regno d'Italia.

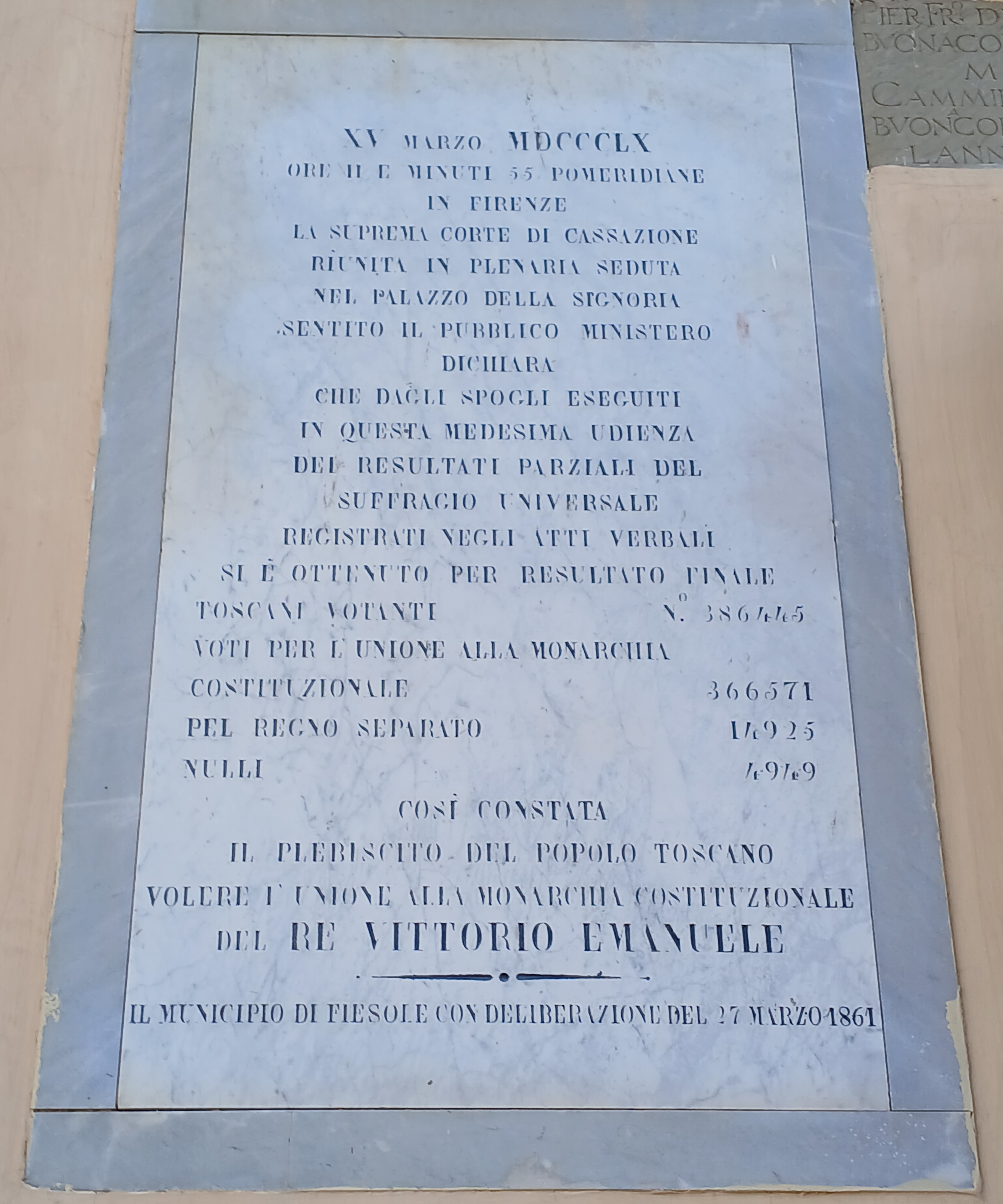
Lapide apposta dal municipio di Fiesole in memoria del plebiscito

Nei primi anni di Unità, in Toscana ci fu un forte movimento federalista e autonomista che unì tutti coloro che - dai cattolici, ai garibaldini, agli ex-mazziniani, dai codini e legittimisti ai democratici, dai cattolici agli autonomisti - si opponevano al centralismo amministrativo piemontese e auspicavano un assetto federale dello Stato.
Tale partito (tra i cui esponenti si ricordano Giuseppe Montanelli, l'allievo di Carlo Cattaneo, Alberto Mario, Luigi Castellazzo, Giuseppe Mazzoni, Clemente Busi, Eugenio Alberi, Padre Bausa O.P., Luigi Alberti, Giuseppe Corsi, l'arcivescovo di Pisa Cosimo Corsi, ecc.) rappresentò la più importante alternativa al partito moderato-liberale del governo unitario (tra i cui esponenti c'era Bettino Ricasoli), ed ebbe alcune riviste di un certo prestigio come La Nuova Europa (federalista-democratico), La Patria e Firenze (federalista-cattolici).
In attesa del trasferimento della capitale a Roma, cosa che avvenne nel 1870, Firenze ospitò il governo della nazione per cinque anni, divenendo il centro, oltre che della cultura, della politica italiana. Nel contesto degli avvenimenti contestativi post-unificazione è stata inserita dagli storici l'avventura mistico-rivoluzionaria di David Lazzaretti, un predicatore che riuscì a muovere le folle della zona del monte Amiata e della Toscana meridionale in nome di un'alternativa religiosa e sociale, a fronte non tanto dei nuovi assetti nazionali, ma soprattutto della fragilità sociale di quel territorio e del declino dei costumi del clero romano. Per aver organizzato una processione su Arcidosso, in cui le istituzioni e la borghesia di allora paventavano assalti alla proprietà privata come prodotto un socialismo che allora era solo agli albori, venne ucciso dalla forza pubblica nel 1878.
Gli intenti unitari, insieme agli accordi di pace Prussia, Austria e Regno d'Italia tolsero al partito federalista-autonomista ogni possibilità di manovra e conseguentemente si sciolse, riportando i vari gruppi politici che lo componevano nell'alveo della reazione, del moderatismo-liberale e del movimento democratico (il gruppo della Nuova Europa di Alberto Mario e Giuseppe Mazzoni si portò su posizioni che saranno quelle della Associazione Internazionale dei Lavoratori).
La storia della Toscana si identifica, da questo momento, con quella dello Stato Italiano, di cui fa parte, pur conservando una sua specificità che la distingue da tutte le altre regioni.
Durante il Fascismo la Toscana sviluppò una maggiore coscienza autonomista, che si espresse nella fondazione e nell'attività (anche propagandistica) del Comitato Toscano di Liberazione Nazionale, presieduto dallo storico dell'arte Carlo Ludovico Ragghianti.